# The Land of Owls
The Land of Owls est un film américain réalisé par Patrick Letterii, sorti en 2021.

## Fiche technique
Sauf indication contraire ou complémentaire, les informations mentionnées dans cette section peuvent être confirmées par la base de données IMDb.
- Titre original : The Land of Owls
- Titre français : The Land of Owls
- Réalisation : Patrick Letterii
- Scénario : Patrick Letterii
- Photographie : Nona Catusanu
- Montage : Coralie Jouandeau
- Production : Brian Dekker, Randa Dekker et Christopher Letterii
- Pays d'origine :  États-Unis
- Genre : drame romantique
- Durée : 79 minutes
- Date de sortie : 17 août 2021 (États-Unis)

## Distribution
- Blake DeLong
- Emma Duncan
- Ricardo Davila
- Emma Lahti
- Megan Leroy
- Erica Lutz
- Ronald Peet
- David Rysdahl
- Jasmin Walker